# 東京するめクラブ 地球のはぐれ方
『東京するめクラブ 地球のはぐれ方』（とうきょうするめクラブ ちきゅうのはぐれかた）は、村上春樹と吉本由美と都築響一の三者による旅行記。

## 概要
2004年11月11日、文藝春秋より刊行された。月刊誌『TITLE』（2002年10月号、11月号、2003年3月号～5月号、7月号、10月号、11月号、2004年1月号、2月号、5月号）に不定期で連載された「東京するめクラブ」をまとめたものである。写真は都築響一、石川啓次、山田なおこ、松村映三。イラストは安西水丸。装丁は野中深雪。2008年5月9日、文春文庫として文庫化された。
訪れた場所は、名古屋市、熱海市、ハワイ、江の島、サハリン州、清里。2004年2月号に掲載された「特別編 アイスランド独りするめ旅行。」は単行本には収録されず、2015年11月刊行の『ラオスにいったい何があるというんですか?』（文藝春秋）に収録された。

## 主に紹介されているもの
魔都、名古屋に挑む
喫茶マウンテン、小倉トースト、鉄板焼スパゲティー、美宝堂、名古屋ボストン美術館、女装クラブ、コーヒーぜんざい
62万ドルの夜景もまた楽し――熱海
熱海城、熱海秘宝館、風雲文庫、うさみ観音寺
このゆるさがとってもたまらない――ハワイ
マイタイ、ウクレレ、ホノルルマラソン、ブライアン・ウィルソン、ドン・ホー・ショー
誰も（たぶん）知らない江の島
岩本楼ローマ風呂、江島神社、江の島水族館、岩屋、ホノルル食堂
ああ、サハリンの灯は遠く
『サハリン島』、トド、花咲ガニ、ガガーリン公園、ドミトリー・コワレーニン
清里――夢のひとつのどんづまり
ポール・ラッシュ、清泉寮、やまね、花の森公園